# Live (Robin Gibb-album)
A Live című lemez Robin Gibb első koncertfelvételeket tartalmazó lemeze. A lemez 17 dalából 4 dal Robin szólólemezeiből (Secret Agent, Walls Have Eyes), a többi pedig régebbi Bee Gees számok előadása. A felvételek 2004.  szeptember 18-án készültek Bonn-ban.

## Az album dalai
1. Night Fever  (Barry, Robin és Maurice Gibb) – 3:43
2. I've Gotta Get a Message to You (Barry, Robin és Maurice Gibb) – 3:52
3. How Deep Is Your Love (Barry, Robin és Maurice Gibb) – 4:32
4. Nights on Broadway  (Barry, Robin és Maurice Gibb) – 5:19
5. Love Hurts (Boudleaux Bryant) – 4:02
6. Massachusetts  (Barry, Robin és Maurice Gibb) – 2:41
7. My Lover's Prayer  (Barry, Robin és Maurice Gibb) – 4:02
8. New York Mining Disaster 1941  (Barry és Robin Gibb) – 2:45
9. Please (Michael Graves, Errol Reid) – 3:44
10. Saved by the Bell (Robin Gibb) – 3:14
11. To Love Somebody (Barry és Robin Gibb) – 3:23
12. Words (Barry, Robin és Maurice Gibb) – 3:27
13. You Win Again (Barry, Robin és Maurice Gibb) – 4:00
14. Juliet (Robin Gibb, Maurice Gibb) – 3:47
15. Tragedy (Barry, Robin és Maurice Gibb) – 5:27
16. Jive Talkin' (Barry, Robin és Maurice Gibb) – 3:40
17. Stayin' Alive (Barry, Robin és Maurice Gibb) – 4:28

## Közreműködők
- Robin Gibb
- Nikolo Kotzev – gitár
- Nelko Kolarev – billentyűs hangszerek
- Wayne Banks – basszusgitár
- Dave Knight – dob
- Errol Reid, Amalia Gueorguieva, Naimee Coleman, Nathan Lenz – backvocal